# Tamba lineifera
Tamba lineifera là một loài bướm đêm trong họ Noctuidae.